# Guo Songfen
Guo Songfen 郭松棻 , né à Taipei en 1938 et décédé à New York en juillet 2005, est un écrivain taïwanais qui, en raison de ses convictions politiques, a été contraint de s'exiler,. Une de ses nouvelles a été publiée aux éditions Zulma, Le récit de lune (2007), trad. Marie Laureillard. Deux autres nouvelles ont été publiées depuis (trad. Marie Laureillard), « La mère qui fuyait »  et « Cris sous la lune » (la première dans Isabelle Rabut et Angel Pino (dir.), Le cheval à trois jambes, anthologie de nouvelles taïwanaises, Paris : You-Feng, 2016, p. 227-258 et la seconde dans la revue Jentayu n°6, « Amours et sensualités », juillet 2017).